# Sme
SME («Мы есть») — одна из крупнейших и и формирующая общественное мнение словацкая правоцентристская ежедневная газета. Создана в 1993 году. Публикуется издательством Petit Press, созданном под газету. В период «мечьяризма» (1993—1998) и при «пост-мечьяристе» Фицо (2006—2010, 2012—2018) была ведущей оппозиционной газетой. Новостной портал SME.sk является одним из самых посещаемых в Словакии. Издательство Petit Press публикует ежемесячный женский журнал SME Ženy.

## Предыстория
Предшественником была государственная газета «Смена» (Smena), первый номер которой вышел 23 мая 1948 года. Первоначально газета была еженедельной. «Смена» была центральным печатным органом Союза словацкой молодежи (ССМ; словац. Zväz slovenskej mládeže). ССМ вошёл в Чехословацкий союз молодёжи (ЧСМ; чеш. Československý svaz mládeže; ČSM), созданный в апреле 1949 года и распавшийся в 1968 году. 4 апреля 1953 года газета стала ежедневной. Во время «Пражской весны» «Смена» опубликовала 8 марта 1968 года открытое письмо к президенту Новостному с призывом оставить пост, а 27 июня, на следующий день после официальной отмены цензуры, — манифест «Две тысячи слов», составленный писателем Людвиком Вацуликом. В ноябре 1970 года создан Социалистический союз молодёжи (ССМ; Socialistický svaz mládeže; SSM). Через два месяца после «Бархатной революции» на чрезвычайном съезде в январе 1990 года ССМ переименован в Союз молодёжи (СМ; Svaz mladých, SM).
В ноября 1989 года газета стала собственностью «Фонда детей и молодёжи Словацкой республики» (Nadácia detí a mládeže SR), учредителем которого было Министерство образования Словацкой Республики.
«Смена» была самой популярной ежедневной газетой, симпатизирующей оппозиции. После парламентских выборов 1992 года Вацлав Клаус и Владимир Мечьяр совершили «бархатный развод» Чехословакии, газета была преобразована в государственную компанию Denník S M E N A, a.s. Наблюдательный совет полностью состоял из лиц, благосклонно настроенных к HZDS. 4 января 1993 года, в первый рабочий день независимой Словакии члены совета уволили исполнительного директора Йозефа Вайса (Jozef Weiss) и главного редактора Кароля Ежика (Karol Ježík; 1953—1998). Официальной причиной увольнения было тяжёлое финансовое положение газеты, что, вероятно, было предлогом, потому что их приемниками стали Ян Лукачик (Ján Lukáčik) и Габриэла Барановичова (Gabriela Baranovičová), ранее управлявшие ежедневником Denní Telegraf, что принесло убытки в размере 3 млн словацких крон. В то же время «Смена» принесла прибыль в размере 6 млн словацких крон. Бывший премьер-министр Ян Чарногурский назвал это началом «новой нормализации», намекая на режим «нормализации» во главе с Г. Гусаком, установившийся Чехословакии после подавления Пражской весны. Словацкий синдикат журналистов (Slovenský syndikát novinárov; SSN), напротив, посчитал это решение попыткой запугать всю профессиональную среду.

## История
Кароль Ежик и 50 сотрудников, которые в знак солидарности вышли из редакции, организовали новую газету. Петер Вайда (Peter Vajda), собственник «Первой словацкой инвестиционной компании» (Prvá slovenská investičná skupina; PSIS) стал финансовым партнёром новой газеты. В пятницу 15 января 1993 года вышел в свет первый номер газеты SME.
В ноябре 1994 года газета появилась в интернете, которым тогда пользовались почти исключительно в академических кругах (университеты и Словацкая академия наук). В 1994 году газете помогал американский «Международный медиафонд» (International Media Fund), возглавляемый журналистом Мартином Стоуном (Marvin L. Stone), бывшим директором USIA. Фонд передал редакции компьютерное оборудование на сумму около 100 тыс. долларов.
9 октября 1995 года газету отказалась печатать типография «Конкордия» (Concordia) из-за экономического давления государственной власти. Типография «Данубиапринт» (Danubiaprint) также отказалась печатать. Газету печатали в Комарно, а затем в Жилине.

## Главные редакторы
Кароль Ежик стал первым главным редактором газеты. В 1998 году Кароль Ежик посмертно награждён призом «Хрустальное крыло».
В 1999—2006 гг. главным редактором был Мартин Милан Шимечка, сын диссидента Милана Шимечки.
После ухода Костольны в 2014 году главным редактором стала Беата Балогова (Beata Balogová). До прихода в SME, с 2003 по 2014 год, Беата работала главным редактором словацкого англоязычного еженедельника The Slovak Spectator.

## Издательство
C 1993 года газету издавало акционерное общество SUMUS, a.s. под руководством Алексея Фулмека.
В 1993 году газета «Смена» была приватизирована компанией 1. M & S, s.r.o., акционером которой был владелец компании Sipox Йозеф Майский. В 1995 году Фулмек купил у Майского «Смену» за 3,4 млн крон. Газета «Смена» была закрыта. Вместо денег Sipox получил 20 % акций нового издателя SME — компании «ВМВ» (VMV a.s.). Основным акционером была PSIS. Доля Майского уменьшилась со временем, оставшиеся 7 % акций Майского выкупил Вайда.
В 1995 году под давлением со стороны министерства финансов Словакии издатель газеты Петер Вайда уехал с семьёй в Чехию. PSIS стала дочерней компанией чешского холдинга PROXY - FINANCE a.s.
В 2000 году немецкая издательская группа «Ферлагсгруппе Пассау» (Verlagsgruppe Passau; в 2022 году переименована в Mediengruppe Bayern) и VMV a.s. договорились создать на паритетных началах издательский дом, которой стал учредителем «Гранд-пресс» (Grand Press, a.s.) и «Петит-пресс» (Petit Press, a.s.). Grand Press стал издателем SME, Petit Press издавал региональную прессу. В 2001 году Grand Press вошло в состав Petit Press. В 2009 году немецкая издательская группа вышла из Словакии и продала долю в Petit Press немецкой медиагруппе Rheinisch-Bergische Verlagsgesellschaft (RBVG, ныне Rheinische Post Mediengruppe). Оставшиеся 50 % принадлежали Prvá slovenská investičná skupina (PSIS).
В 2014 году чешская финансовая группа Penta Investment через компанию NAMAV s.r.o. Игора Грошафта (Igor Grošaft), дочернюю компанию Словацкого информационного агентства (СИТА; SITA) приобрела у RBVG за 15 млн евро 50 % акций Petit Press. Penta, Ярослав Гашчак и Игор Грошафт упоминаются в досье под «кодовым» названием «горилла», которое содержит огромное количество материалов прослушки SIS лиц, связанных с приватизацией во время правительства Микулаша Дзуринды. В знак протеста против смены владельцев главный редактор Матуш Костольны (Matúš Kostolný) и четыре его заместителя покинули газету SME и основали газету Denník N. Позже Penta договорилась с PSIS о продаже 5 % акций за 1,5 млн евро, уменьшив свою до 45 %. Таким образом Penta стала миноритарным акционером, а PSIS — мажоритарным. В 2017 году Penta договорилась с PSIS о продаже ещё 5 % акций, уменьшив свою до 40 %. Спустя шесть лет, в 2021 году Penta продала нью-йоркскому фонду Media Development Investment Fund (MDIF, признан нежелательным в РФ в августе 2016 года) 34 % акций издательства Petit Press. В рамках сделки оставшиеся 5,5 % акций у Penta выкупили менеджеры Petit Press Алексей Фулмек и Петер Мачинга (Peter Mačinga), а также бывший владелец Azet и новостного портала aktuality.sk Марек Вацлавик (Marek Václavík). PSIS сохранила за собой контрольный пакет акций.

## Прослушивание Словацкой информационной службой
В январе 2003 года лидер политической партии «Альянс нового гражданина» (АНО) Павол Руско заявил, что получил запись телефонного разговора, который он имел с журналистом SME. Позже запись была обнаружена в системе прослушивания, которую министерство внутренних дел использует совместно со Словацкой информационной службой (SIS). Министр Владимир Палко сказал, что SIS имеет больший контроль над функционированием прослушивающего оборудования, чем его министерство, и что он не знает, как туда попала запись. Несмотря на несколько встреч, SIS и МВД так и не смогли установить, как были сделаны записи. Они также не могли договориться о том, кто имел доступ к устройству. «МВД не контролирует все компоненты системы и не занимается её администрированием. Администратором является SIS. Я не хочу комментировать то, что Митро говорит что-то другое», — сказал Палко. 11 марта глава Словацкой информационной службы Владимир Митро подал в отставку.